# Agip Abruzzo
L’Agip Abruzzo était un pétrolier de la compagnie italienne Snam Rete Gas. Le 10 avril 1991, il est heurté par le Moby Prince de la NAVARMA Lines. Les deux navires prennent feu. En 1992, l’Agip Abruzzo est renommé Zeus et envoyé à Chittagong pour y être détruit.

## Histoire
L’Agip Abruzzo a été construit par les chantiers navals de Italcantieri de Monfalcone en 1976. En 1987, il est rénové à Gênes et sa longueur est réduite à 267,58 mètres. Le 10 avril 1991, il est heurté par le Moby Prince de la NAVARMA Lines.
L'accident avec le Moby Prince
Le 10 avril 1991, alors que l’Agip Abruzzo est à l'ancre dans le port de Livourne, il est heurté par le Moby Prince et les deux navires s'enflamment, tuant 140 des 141 personnes présentes à bord du ferry.
Après l'accident
En 1992, l’Agip Abruzzo est renommé Zeus et envoyé aux chantiers de Chittagong pour y être détruit.